# Очиток блідий
Очиток блідий (Sedum pallidum) — вид квіткових рослин з родини товстолистових (Crassulaceae).

## Біоморфологічна характеристика
Це однорічна чи дворічна чи багаторічна трав'яна рослина 5–20 см заввишки, висхідна чи прямовисна, зверху залозисто-запушена. Безплідні пагони є чи нема. Листки 6–10 мм, голі, короткошпорчасті. Суцвіття 2–4-розгалужене; кожна гілка має по 4–8 квіток. Квітки 5-членні. Чашолистки 1–2 мм, гострі чи притуплені. Пелюстки білі або ніжно-рожеві з рожевою середньою жилкою, ланцетні, 4–5 мм. Тичинок 10, пиляки пурпурові. Плід (листянка) зазвичай залозисто-волосистий.

## Поширення
Поширення: Албанія, Македонія, Болгарія, Туреччина в Європі, Крим, Кіпр, Іран, Ірак, Ліван-Сирія, Північний Кавказ, Південний Кавказ, Туреччина.
В Україні вид росте на кам'янистих місцях, скелях, у лісах — у гірському Криму, б.-м. звичайно